# Nauški
Nauški (rusky На́ушки) je sídlo městského typu v Burjatsku v Ruské federaci. V roce 2010 zde žilo bezmála tři a půl tisíce obyvatel, kterých zde postupně ubývá (4 167 v roce 1989, 3 575 v roce 2002, 3 409 v roce 2010).

## Poloha
Nauški leží v rajónu Kjachta zhruba 25 kilometrů na západ od jeho centra, Kjachty. V těsné blízkosti na západ od města na řece Selenze se nachází hranice s Mongolskem, hlavní město Burjatska Ulan-Ude leží téměř dvě stě kilometrů na severoseverovýchod a jezero Bajkal leží přímo na sever.

### Doprava
Nauški je poslední a tedy hraniční ruskou stanicí na Transmongolské magistrále, další je Süchbátar v Mongolsku.